# Tarenna pavettoides
Tarenna pavettoides là một loài thực vật có hoa trong họ Thiến thảo. Loài này được (Harv.) Sim miêu tả khoa học đầu tiên năm 1907.

## Hình ảnh

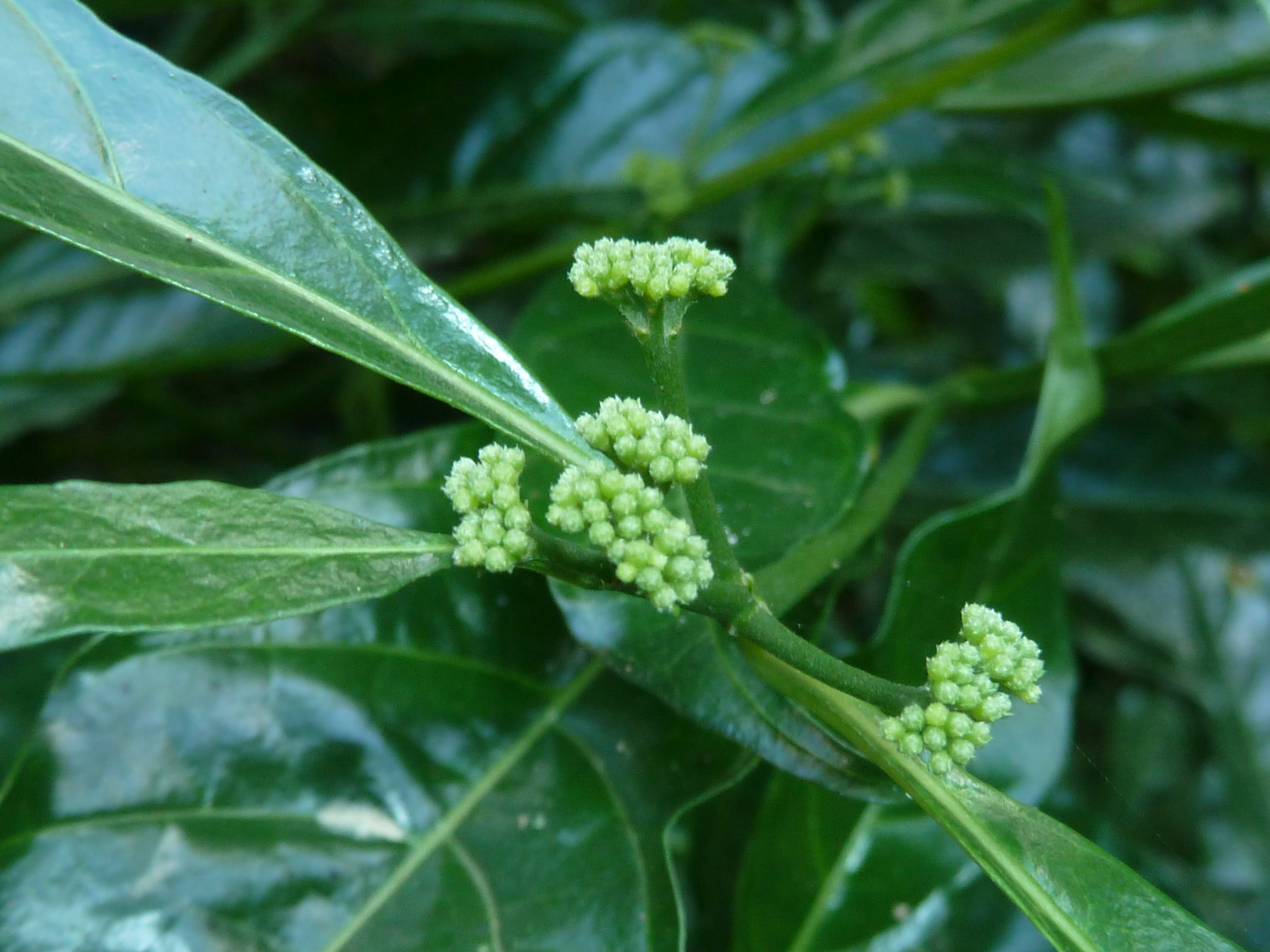